# Frohnleiten (stacja kolejowa)
Frohnleiten (niem. Bahnhof Frohnleiten) – stacja kolejowa we Frohnleiten, w kraju związkowym Styria, w Austrii. Znajduje się na ważnej magistrali Südbahn (Wiedeń-Graz). Jest obsługiwana między innymi przez pociągi S-Bahn w Steiermark.

## Linie kolejowe
- Linia Südbahn

## Połączenia
| Linia | Trasa |
| ----- | --- |
| S1    | Graz Hauptbahnhof S3 S5 S6 S7 S61 – Judendorf-Straßengel – Gratwein-Gratkorn – Stübing – Peggau-Deutschfeistritz S11 – Frohnleiten – Mixnitz-Bärenschützklamm – Pernegg – Bruck an der Mur S8 S9 |
| REX   | w kierunku: Spielfeld-Straß, Graz Hauptbahnhof, Leoben Hauptbahnhof, Unzmarkt, Selzthal, Schladming, Mürzzuschlag                                                                                |